# Perkinsiana littoralis
Perkinsiana littoralis är en ringmaskart som först beskrevs av Hartman 1967.  Perkinsiana littoralis ingår i släktet Perkinsiana och familjen Sabellidae. Inga underarter finns listade i Catalogue of Life.